# Bistånd
Bistånd är ett begrepp som används för större bidragsgivare där syftet är att bidra till minskad fattigdom, ökad demokratisering och en hållbar utveckling i andra länder. Det kan även användas vid större katastrofer, men de flesta biståndsorganisationer arbetar i första hand långsiktigt och förebyggande. En föråldrad term är "utvecklingshjälp".
Pengar till bistånd kommer framförallt från tre finansieringskällor: statliga medel från hög- och medelinkomstländer, donationer från filantroper, och insamlade medel från privatpersoner.
Det svenska statliga biståndet styrs av regeringen genom olika strategier. Strategierna kan gälla ett land (till exempel Somalia), en region (till exempel Östeuropa) eller vara en global strategi för ett av Sverige prioriterat ämnesområde (till exempel demokrati och yttrandefrihet).

## Typer av bistånd
Man skiljer framförallt mellan humanitärt bistånd, som syftar till att rädda liv och lindra nöd, och utvecklingsbistånd eller utvecklingssamarbete, som syftar till att stimulera en långsiktig utveckling som ökar människors möjlighet att försörja sig.
En annan distinktion är mellan bundet bistånd, som beviljas med förbehållet att mottagaren använder det för att köpa varor och tjänster från leverantörer i givarlandet, och obundet bistånd.
Bistånd förmedlas i många olika former och genom många olika kanaler med olika grad av samarbete med det mottagande landets regering. Den vanligaste stödformen är projektstöd, det vill säga att biståndet går till ett tydligt avgränsat projekt som genomförs av en organisation, en myndighet eller ett upphandlat företag.
Bistånd i form av budgetstöd ger stor frihet åt den mottagande regeringen att använda medlen efter eget gottfinnande. Det är en biståndsform som används i ett fåtal länder där landets regering har en strategi för fattigdomsbekämpning och där givarländerna kan få insyn i statsfinanserna. De flesta utvärderingar som gjorts av budgetstöd visar att biståndsformen ger goda resultat. De som är kritiska till stödformen pekar på risken att biståndsgivarna genom budgetstödet bidrar till att fördröja nödvändiga reformer och politiska förändringar. En sådan kritiker är författaren och journalisten Bengt Nilsson.